# Johann Gottlieb Benjamin Siegert
Johann Gottlieb Benjamin Siegert (22 de novembre de 1796 a Groß Walditz, prop de Löwenberg, Silèsia, † 13 de setembre de 1870 a Ciudad Bolívar) va ser l'inventor del licor amarg d'Angostura.
Estudià medicina a Berlin. De jove Siegert lluità en les guerres napoleòniques per Prússia sota Gebhard Leberecht von Blücher a Waterloo (1815)com a oficial metge. El 1820 marxà a Veneçuela.
Siegert s'uní a les tropes independentistes de Bolívar i va ser-ne general cirurgià. Dels probablement 6.000 legionaris europeus, uns 300 eren alemanys.
El 1821 Bolívar deixà Angostura i es dirigí cap a l'oest, Siegert es va estar a la ciutat.

## Amarg d'Angostura
A Angostura Siegert començà cercar herbes tropicals. Després de quatre anys la seva fórmula per a un tònic d'herbes ja va estar madura i la va aplicar als seus pacients que patien malalties tropicals. Ell en va dir "Bíter aromàtic del Dr. Siegert" "o" amargos aromáticos ".
Els mariners i els mercenaris van mesclar aquest tònic amb ginebra i aquesta fórmula va ser coneguda a tot el món. Amb això Siegert li va donar un altre nom "amarg aromàtic d'Angostura".
El 1875 els seus fills emigraren a Trinidad i allí reiniciaren l'empresa i des d'aleshores té la seu a Port of Spain.